# Coll de la Batalla (Baix Camp)
El Coll de la Batalla és una depressió situada a 468 m d'altitud sobre el nivell del mar en els termes de tres municipis catalans del Baix Camp: l'Aleixar, la Selva del Camp i l'Albiol.
És un nom molt conegut a tots els pobles de la rodalia. Enllaça el Puig d'en Cama amb les Muntanyes de Prades. Constitueix la divisòria d'aigües entre la riera de la Selva i el barranc de les Trilles, afluent del de Mascabrers, també al terme de l'Aleixar. El coll és a nou quarts d'hora a peu de la ciutat de Reus, al nord del Mas de Borbó, i hi passa l'antic Camí de Reus a Prades. L'indret és freqüentat per excursionistes, boletaires i caçadors. Actualment, un pont li fa travessar la carretera TP-7013, que uneix la Selva del Camp amb Alforja.
El camí se situa en una cruïlla estratègica, entre el camí ancestral de Reus a Prades i l'antic camí romà de la Selva a Vilaplana. El nom fa referència a un enfrontament bèl·lic entre els musulmans de l'Emirat de Xibrana i les hosts de Ramon Berenguer IV cap al 1150, en temps de la reconquesta d'aquestes terres.